# گالیت‌ماهیان
گالیت‌ماهیان (Coryphaenidae) نام یکی از خانواده‌ها از ماهیان است.